# Kramers-Theorem
Das nach Hendrik Anthony Kramers benannte Kramers-Theorem, auch mit dem Namen Kramers-Entartung bezeichnet, ist eine theoretische, quantenmechanische Aussage zum Entartungsgrad der Energie-Zustände eines Systems mit halbzahligem Gesamtspin (z. B. einer beliebigen Anzahl an Bosonen und einer ungeraden an Fermionen wie den Elektronen). Demnach ist für den Fall, dass auf das System höchstens ein elektrisches Feld wirkt und der Gesamtspin des Systems halbzahlig ist, jeder Energiezustand mindestens zweifach entartet und zudem in jedem Fall geradzahlig entartet. Wirkt auf das betrachtete System z. B. explizit ein magnetisches Feld, so gilt die Aussage des Kramers-Theorems nicht.
Aus dem Kramers-Theorem folgt, dass durch alleiniges Anlegen eines elektrischen Feldes die Entartung eines beliebigen Energie-Zustandes niemals vollständig aufgehoben werden kann.

## Mathematische Formulierung
Für die Zustände {\displaystyle \left|\psi \right\rangle } des Systems wird die Bra-Ket-Notation verwendet. Es sei {\displaystyle T} der semilineare, unitäre Operator, der eine Zeitumkehr bewirkt. Für ein System von {\displaystyle N_{i}}-Teilchen mit jeweiligem Spin {\displaystyle s_{i}} und damit Gesamtspin {\displaystyle S=\sum \nolimits _{i}N_{i}s_{i}} gilt {\displaystyle T^{2}=\exp \left(2\pi iS\right)}.
Als Voraussetzung sei der Hamiltonoperator, der das Vielteilchen-System beschreibt, zeitumkehrinvariant {\displaystyle \left(THT^{\dagger }=H\right)}. Hieraus folgt für einen beliebigen Gesamtspin {\displaystyle S}, dass wenn {\displaystyle \left|\psi \right\rangle } ein Eigenzustand von {\displaystyle H} zum Energie-Eigenwert {\displaystyle E} ist, dann auch {\displaystyle T\left|\psi \right\rangle } ein solcher Eigenzustand von {\displaystyle H} zum Eigenwert {\displaystyle E} ist:
{\displaystyle THT^{\dagger }=H\quad \wedge \quad H\left|\psi \right\rangle =E\cdot \left|\psi \right\rangle \qquad \Rightarrow \qquad HT\left|\psi \right\rangle =E\cdot T\left|\psi \right\rangle }
Dass {\displaystyle \left|\psi \right\rangle } für einen halbzahligen Gesamtspin {\displaystyle S} linear unabhängig von {\displaystyle T\left|\psi \right\rangle } ist, folgt aus {\displaystyle T^{2}=\exp \left(2\pi iS\right)=-1} und der Semilinearität von {\displaystyle T}, speziell der Eigenschaft {\displaystyle T\lambda ={\overline {\lambda }}T} für {\displaystyle \lambda \in \mathbb {C} }:
{\displaystyle \exists n\in \mathbb {N} :N=2n+1\qquad \Rightarrow \qquad \nexists \alpha \in \mathbb {C} :T\left|\psi \right\rangle =\alpha \cdot \left|\psi \right\rangle }
Das Kramers-Theorem gilt in Anwesenheit elektrischer Felder, da diese die Zeitumkehrinvarianz des Hamiltonoperators {\displaystyle H} nicht beeinflussen, während die Anwesenheit magnetischer Felder die Zeitumkehrinvarianz des Hamiltonoperators {\displaystyle H} aufhebt. (Zur Form des Hamiltonoperators siehe geladenes, spinloses Teilchen im elektromagnetischen Feld, weitere additive Terme für die Berücksichtigung der Spins können die Zeitumkehrinvarianz nicht wiederherstellen.)